# DOGLAND
「DOGLAND」（ドッグランド）は、日本のポップバンド・PEOPLE 1の楽曲。通算13曲目のデジタル配信限定シングルとして2022年12月14日に各音楽配信サービスにてリリースされた。

## 背景
前作の配信限定シングル『Deadstock (feat. きのぽっぽ)』より約3ヶ月ぶりのリリースとなる。
本楽曲は、テレビアニメ『チェンソーマン』の第10話エンディングテーマとして使用されており、PEOPLE 1にとって初めてのTVアニメ主題歌の担当だった。

## ミュージック・ビデオ
2022年12月25日にミュージック・ビデオが公開された。 ミュージックビデオにはPEOPLE 1のメンバー達が出演しており、実写パートとCGアニメーションで構成されている。

## 評価
SNS上では「『チェンソーマン』のエンディング・テーマで1番好き」「最高のバンドに出会ってしまった」と本楽曲やPEOPLE 1を賞賛する声が上がった。

## 収録内容
| #         | タイトル    | 作詞・作曲 | 編曲                | 時間 |
| --------- | ----------- | ---------- | ------------------- | ---- |
| 1.        | 「DOGLAND」 | Deu        | Deu、Hajime Taguchi | 2:56 |
| 合計時間: | 合計時間:   | 合計時間:  | 合計時間:           | 2:56 |

## タイアップ
| 年     | 楽曲    | タイアップ                                           |
| ------ | ------- | ---------------------------------------------------- |
| 2022年 | DOGLAND | TVアニメ『チェンソーマン』第10話エンディング・テーマ |